# Glenea johnstoni
Glenea johnstoni är en skalbaggsart. Glenea johnstoni ingår i släktet Glenea och familjen långhorningar.

## Underarter
Arten delas in i följande underarter:
- G. j. johnstoni
- G. j. germaini